# Zivil-Ehrenmedaille

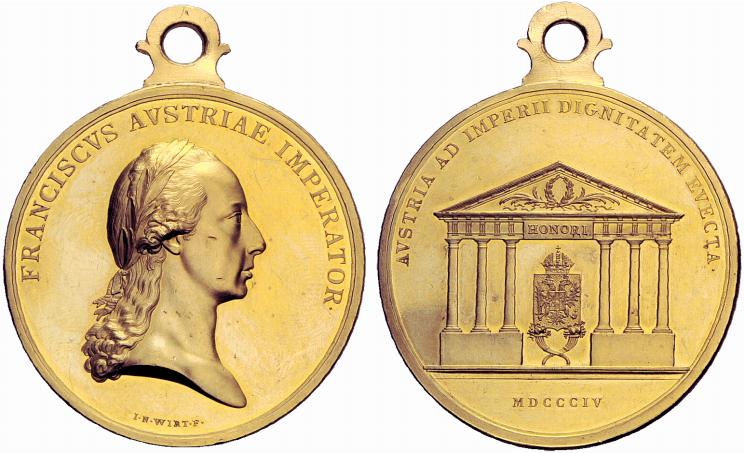
Große goldene Zivil-Ehrenmedaille Kaiser Franz ʼ I.

Die Zivil-Ehrenmedaille (zeitgenössisch Civil-Ehren-Medaille) war eine Auszeichnung im Kaisertum Österreich. Sie wurde von Franz I. aus Anlass der Erhebung Österreichs zum Kaiserreich gestiftet und in drei verschiedenen Größen in Gold sowie in einer, später zwei Größen in Silber verliehen. Die große goldene Medaille konnte auch an einer goldenen Kette verliehen werden.
Ausgezeichnet wurden Zivilisten unabhängig von Stand und Geschlecht, deren Verdienst nicht zur Verleihung des Leopoldordens hinreichte.

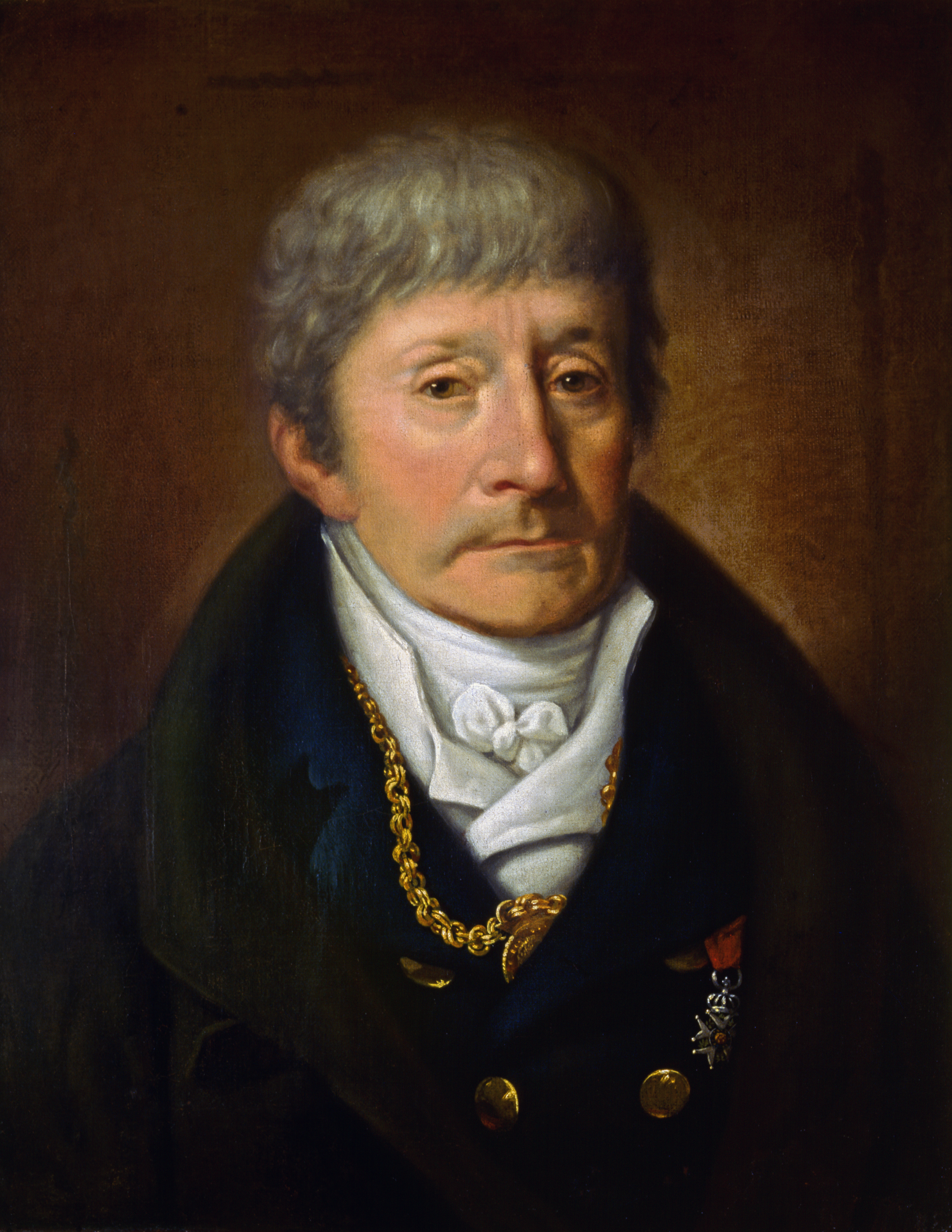
Antonio Salieri mit der Großen Goldenen Zivil-Ehrenmedaille an der Kette (Gemälde von Willibrord Joseph Mähler, 1815)

Unter Ferdinand I. wurden vor allem Personen aus dem Bürgertum und Lehrer ausgezeichnet. Verleihungen sind unter anderem belegt für die Jahre 1816, 1820, 1833, 1839 und 1844. Franz Joseph I. verlieh die Medaille nicht, stattdessen wurde 1849 der Franz-Joseph-Orden und 1850 das Zivil-Verdienstkreuz gestiftet.

## Dekoration und Trageweise
Zur Zeit Franz’ I. zeigte das Avers der großen Medaille dessen Porträt und die Umschrift FRANCISCVS AVSTRAE IMPERATOR, das Revers zeigte einen Tempel mit der Aufschrift HONORI (Der Ehre)
und der Umschrift AUSTRIA AD IMPERII DIGNITATEM ERECTA (Österreich zur Kaiserwürde erhoben).

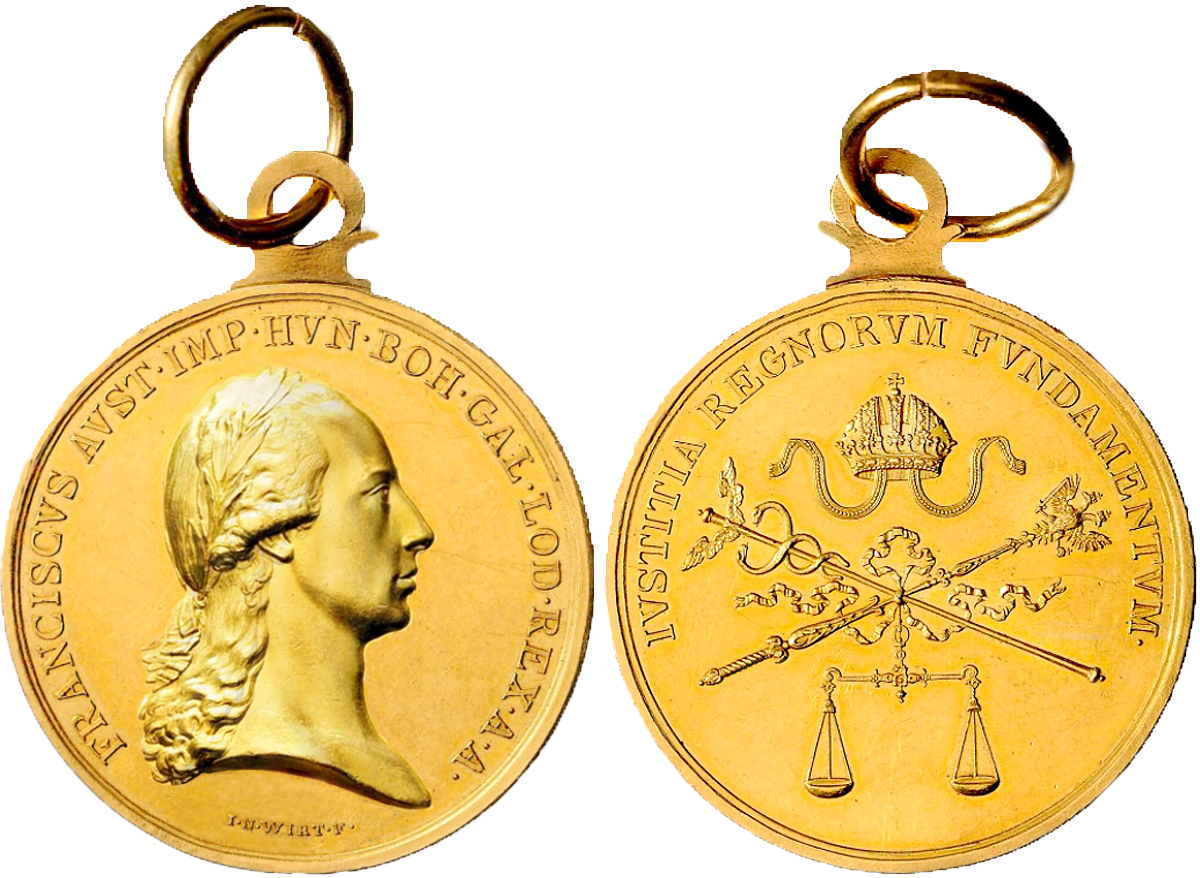
Kleine Zivil-Ehrenmedaille Franz’ I.

Die kleineren Medaillen trugen das Porträt mit der Umschrift FRANCISCVS AVST. IMP. HVN. BOH. GAL. LOD. REX A. A. (Franz, Kaiser von Österreich, König von Ungarn, Böhmen, Galizien und Lodomerien, Erzherzog von Österreich), das Revers zeigte eine Waage mit Zepter und Merkurstab und die Umschrift IVSTITIA REGNORUM FUNDAMENTUM (Gerechtigkeit ist die Grundfeste der Reiche).
Die unter Ferdinand ausgegebenen Medaillen trugen dessen Porträt mit der Umschrift FERDINANDUS I. D. G. AUSTRIAE IMPERATOR (Ferdinand I. von Gottes Gnaden Kaiser von Österreich) im Avers und den Namen des Trägers, umgeben von einem Lorbeerkranz mit der Aufschrift MERITIS (Den Verdiensten) im Revers.
Die große Zivil-Ehrenmedaille wurde um den Hals, die mittlere und kleine an der linken Brust getragen. Bis auf die Medaille mit Kette trug man sie an einem roten Band.

## Bekannte Träger
Bekanntester Träger war Andreas Hofer, dem die große goldene Zivil-Ehrenmedaille mit Kette 1809 von Josef Eisenstecken übergeben wurde. Letzterer erhielt die mittlere goldene Medaille.